# Riedheim (Hilzingen)
Riedheim ist ein Ortsteil der Gemeinde Hilzingen in Baden-Württemberg.

## Geographische Lage
Riedheim liegt im Hegau. Unmittelbar an Riedheim vorbei führt die Bundesstraße 314. Der Ort grenzt im Westen an Schlatt am Randen, im Nordwesten an Binningen und im Osten an den Hauptort Hilzingen. Südwestlich verläuft die Schweizer Grenze mit dem Ort Barzheim auf der anderen Seite.

## Geschichte
Bereits in einer Urkunde aus dem Jahr 1091 ist ein Adelsgeschlecht namens Ritheim belegt, wobei nicht klar ist, ob sich der Name auf das heutige Riedheim bezieht. Der erste gesicherte Beleg stammt aus dem Jahr 1251. Im 13. Jahrhundert wurde die Burg Riedheim oberhalb des Ortes errichtet.
Die katholische Kirche St. Laurentius (mit Innendekorationen von Hans Lochmann und Fritz Göhring) im Zentrum des Dorfes ist erstmals für das Jahr 1463 belegt, wobei es vorher schon eine Kapelle im Ort gegeben haben muss.
Riedheim teilt die wechselvolle politische Zugehörigkeit mit dem Hauptort Hilzingen. Zunächst zu Vorderösterreich gehörend, kam der Ort 1735 an das Kloster Petershausen. Mit dem Reichsdeputationshauptschluss 1803 kam Riedheim zum Großherzogtum Baden. Nach dem Zweiten Weltkrieg wurde Riedheim Bestandteil des neugegründeten Landes Baden-Württemberg. Am 1. Juli 1974 wurde Riedheim in die Gemeinde Hilzingen eingemeindet.

## Wappen
| Wappen der ehemaligen Gemeinde Riedheim | Blasonierung: „In Silber (Weiß) auf grünem Dreiberg ein Baum mit schwarzem Stamm, grüner Krone und roten Früchten.“ |
| Wappen der ehemaligen Gemeinde Riedheim | Wappenbegründung: Für 1811 ist ein Oblatensiegel mit der Umschrift „Gemeinde Riedheim“ belegt. Es zeigt einen Laubbaum auf einem Blumenbeet und entspricht in Stil und Ausführung genau dem Siegel von Hilzingen. Vermutlich sind beide Siegel noch zur Zeit der klösterlichen Verwaltung, wohl kurz vor 1800, beschafft worden. Der Laubbaum kehrt stilisiert in einem Farbstempel um 1860 wieder. 1902 schlug das Generallandesarchiv der Gemeinde Riedheim vor, den Laubbaum als Apfelbaum zu bestimmen. Der Gemeinderat vertagte die Zustimmung, hat aber im September 1905 sein Einverständnis erklärt und die vorgeschlagenen Wappenfarben angenommen. |

## Wirtschaft und Infrastruktur
Riedheim ist heute vor allem Wohnstandort für Wegpendler in die Schweiz. Die Landwirtschaft nimmt nur noch einen verhältnismäßig geringen Stellenwert in der wirtschaftlichen Bedeutung des Ortes ein.
In Riedheim befinden sich ein Kindergarten und eine Grundschule.

## Söhne und Töchter des Ortes
- Max Maddalena (1895–1943), Widerstandskämpfer gegen den Nationalsozialismus
- Karl Oßwald (1925–1972), Maler